# 小高正宏
小高正宏（日语：／ Kotaka Masahiro，1960年2月18日—），兵库县津名郡淡路町出身，日本男子举重运动员。他曾代表日本参加1984年夏季奥林匹克运动会举重比赛，获得男子56公斤级铜牌。